# Le Vieux-Marché
Le Vieux-Marché (en bretó Ar C'houerc'had) és un municipi francès, situat a la regió de Bretanya, al departament de Costes del Nord. L'any 1999 tenia 1.108 habitants 

## Demografia
| 1962                                       | 1968  | 1975  | 1982  | 1990  | 1999  |
| ------------------------------------------ | ----- | ----- | ----- | ----- | ----- |
| 1.528                                      | 1.469 | 1.421 | 1.289 | 1.187 | 1.108 |
| Des de 1962: població sense dobles comptes |       |       |       |       |       |

## Administració
| Període   | Identitat     | Partit |
| --------- | ------------- | ------ |
| 2001-2008 | Michel Disez  |        |
| 2008-     | Gérard Kernec |        |

## Personatges il·lustres
- François-Marie Luzel, nascut al mas de Keranborn-Bras
- Anjela Duval (1905-1981), poetessa en bretó.